# The Manster
The Manster (双頭の殺人鬼? Sôtô no Satsujinki) este un film SF american din 1959 regizat de George Breakston și Kenneth G. Crane pentru United Artists. În rolurile principale joacă actorii Peter Dyneley, Jane Hylton și Tetsu Nakamura.

## Actori
- Peter Dyneley este Larry Stanford
- Jane Hylton este Linda Stanford
- Tetsu Nakamura este Dr. Robert Suzuki
- Terri Zimmern este Tara
- Norman Van Hawley este Ian Matthews
- Jerry Ito este Police Supt. Aida
- Toyoko Takechi este Emiko Suzuki
- Kenzo Kuroki este Genji Suzuki
- Alan Tarlton este Dr. H.B. Jennsen
- Shinpei Takagi este Temple Priest
- George Wyman este Monstrul